# Губкин, Алексей Семёнович

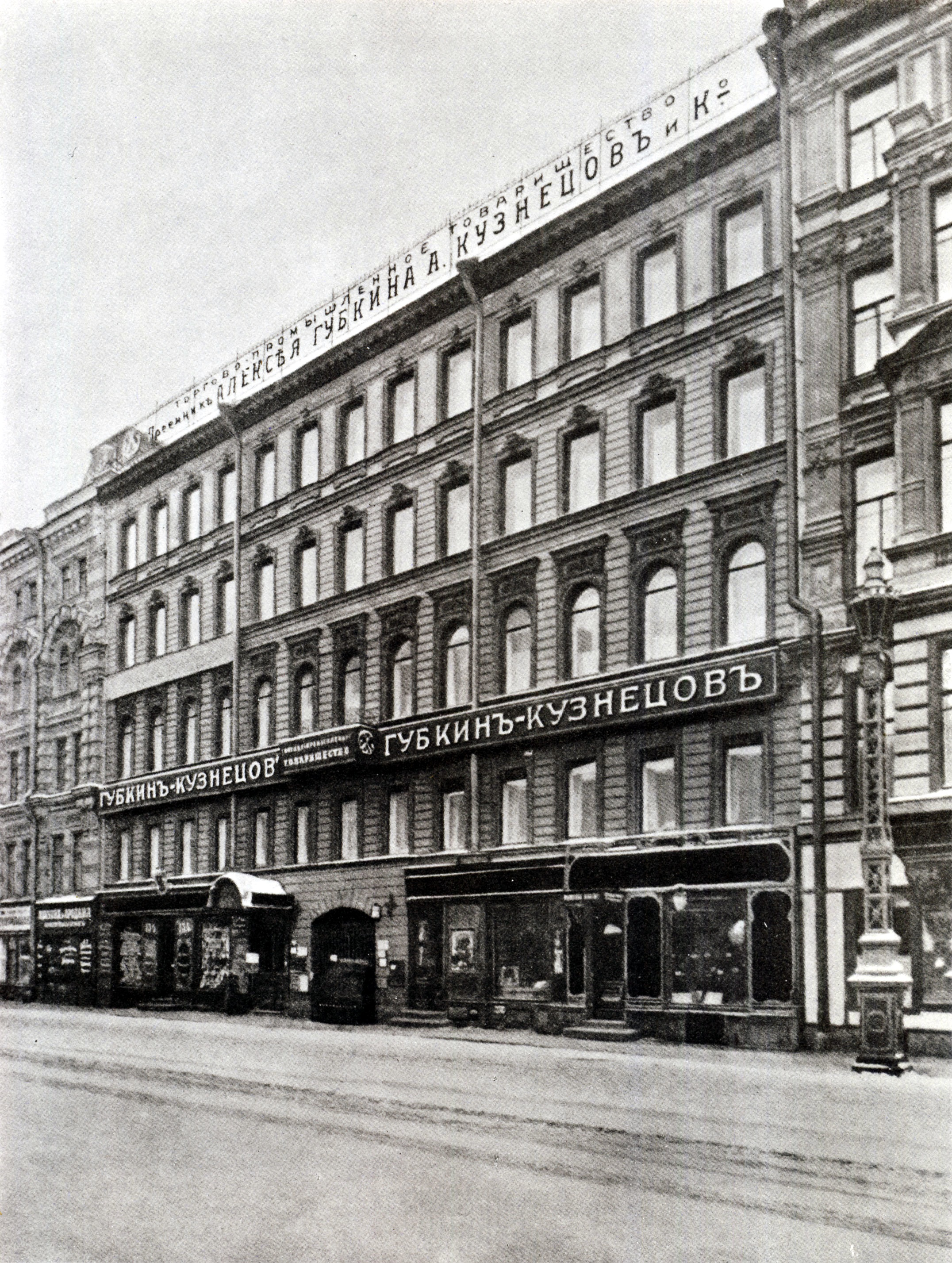
Санкт-Петербург. Невский проспект. Чайный магазин и контора Губкина и Кузнецова. Примерно 1898—1907 гг.

Алексей Семёнович Губкин (14 [26] марта 1816, Кунгур, Пермская губерния, Российская империя — 27 ноября [9 декабря] 1883, Москва, Российская империя) — российский предприниматель, купец и благотворитель. Почётный гражданин Кунгура.

## Биография
Родился 14 (26) марта 1816 года. Его отцом был купец третьей гильдии Семён Иванович Губкин, который занимался перевозкой товаров из европейской части России в Сибирь и обратно.
Хотя Алексей Губкин и не получил систематического образования и знал лишь письмо, чтение и счёт, но в 1840 году он создал свою фирму, торговавшую чаем. Эта фирма впоследствии стала самой крупной чаеторговой фирмой в Российской Империи. Вначале он торговал в забайкальской Кяхте, где обменивал китайский чай на продукцию кунгурских кожевников, но затем начал торговать непосредственно с чайными плантациями в Китае и даже приобрёл некоторые из них в собственность. Поставки чая из Китая проводились караванами через Монголию, Кяхту, Томск и Тюмень. В дальнейшем — в 1879 году — была организована и морская доставка чая через Одессу. Губкиным была организована оптовая и розничная торговля чаем на Нижегородской и Ирбитской ярмарках, для чего он создал целую систему условий продаж, цен, сортамента, единиц товара и пр., что положило конец спекуляциям на рынке чая. Товарооборот чайной фирмы Губкина достигал величины в 6 миллионов рублей в год. Фирма в дальнейшем называлась Губкин-Кузнецов в честь внука.
Занимался и общественной деятельностью: в 1854—1857 гг. он был бургомистром в магистрате Кунгура, в 1872—1875 гг. исполнял должность гласного Кунгурской городской думы, в 1873—1879 гг. был мировым судьёй.
С 1882 года он жил в Москве на Рождественском бульваре, где приобрёл себе особняк (сохранился).
Деятельность А. С. Губкина была оценена ещё при его жизни. Он был награждён двумя золотыми медалями (на Аннинской и Станиславской лентах), а также орденом Святого Владимира III степени. В 1873 году он стал Почётным гражданином Кунгура. В 1881 году ему был присвоен чин действительного статского советника.
Скончался в Москве 27 ноября (9 декабря) 1883 года от болезни печени. Он был похоронен под алтарём Иоанно-Предтеченской церкви в Кунгуре. Внук А. С. Губкина Александр Григорьевич Кузнецов построил над могилой Свято-Никольский храм.

## Благотворительная деятельность
Начиная торговое дело, Алексей Губкин дал обет жертвовать копейку с каждого заработанного рубля бедным или на богоугодное дело. Его усилиями в 1878 году был создан «Елизаветинский Дом призрения бедных детей в Кунгуре» (позднее ставший Елизаветинской рукодельной школой), основанный в память об умершей в 1863 году дочери, для чего было построено трёхэтажное каменное здание. Организация Дома призрения стоила Губкину 600 тыс. рублей, а финансирование Дома осуществлялось за счёт процентов с 230 тыс. рублей, которые были положены на банковский счёт этого заведения.
В 1877 году он открыл Кунгурское техническое училище — первое заведение подобного рода на Урале, что обошлось ему почти в миллион рублей, и взял его содержание на себя.
Кроме того, А. С. Губкин жертвовал средства другим учебным заведениям и храмам.

## Память
В 1916 г., в год столетия со дня рождения Губкина, Городская Дума Кунгура назвала в его честь улицу, разместила его портрет в зале заседаний, запланировала выпуск книги о благотворителе и постановила установить ему памятник перед зданием созданного им технического училища. Однако Первая мировая война (1914-1918), а затем революционные события не позволили реализовать большую часть этих решений. В 1916 году улица Кожевников, на которой находилось Техническое училище, была переименована в ул. Алексея Губкина. В 1998 году на здании учебного заведения установили барельеф А.С. Губкина (автор Габбасов).  Первую книгу о благотворительной деятельности Алексея Семеновича Губкина  выпустили в 1999 году (автор Семенов В.Л.), Затем вышло еще две книги под авторством Мушкалова С.М.. В августе 2007 года, при активном содействии прикамских нефтяников и главы города Махмудова А.Н.  памятник Губкину был поставлен  около городского музея. Автор Н.Н. Хромов. 